# Généralité de Lyon
1542–1790
(483 ans)
Entités précédentes :
- Création

Entités suivantes :
- Rhône
- Loire

La généralité de Lyon est une circonscription administrative de France créée par l'édit de Cognac en décembre 1542. Elle   comprend trois provinces : Forez, Beaujolais et Lyonnais et s'étend sur les juridictions subalternes qui y sont implantées : le bailliage de Forez, le bailliage de Beaujolais  et la sénéchaussée de Lyon. Au XVIIe siècle, elle se confond avec l'Intendance qui a son siège à Lyon. La ville de Lyon était alors le siège d'une des dix-sept recettes générales créées par Henri II et confiées à des trésoriers généraux (Édit donné à Blois en janvier 1551).
La généralité de Lyon comportait un nombre de bourgs, de villages et de villes très important. La généralité est à la fois une circonscription judiciaire et financière. Sur le plan judiciaire, la généralité de Lyon est rattachée au Parlement de Paris. Les Intendants se heurtent au pouvoir des gouverneurs, mais aussi du Prévôt des Marchands et à l'archevêque.
Sur le plan financier, elle se composait de cinq élections (circonscriptions financières) dont les chefs-lieux étaient Lyon, Villefranche-sur-Saône, Montbrison, Roanne et Saint-Étienne ; vingt subdélégations (intendance). Elle est à l'origine du département de Rhône-et-Loire.
La généralité a à sa tête un intendant. Elle est du ressort du Parlement de Paris et de la Chambre des Comptes et de la Cour des Aides de Paris.

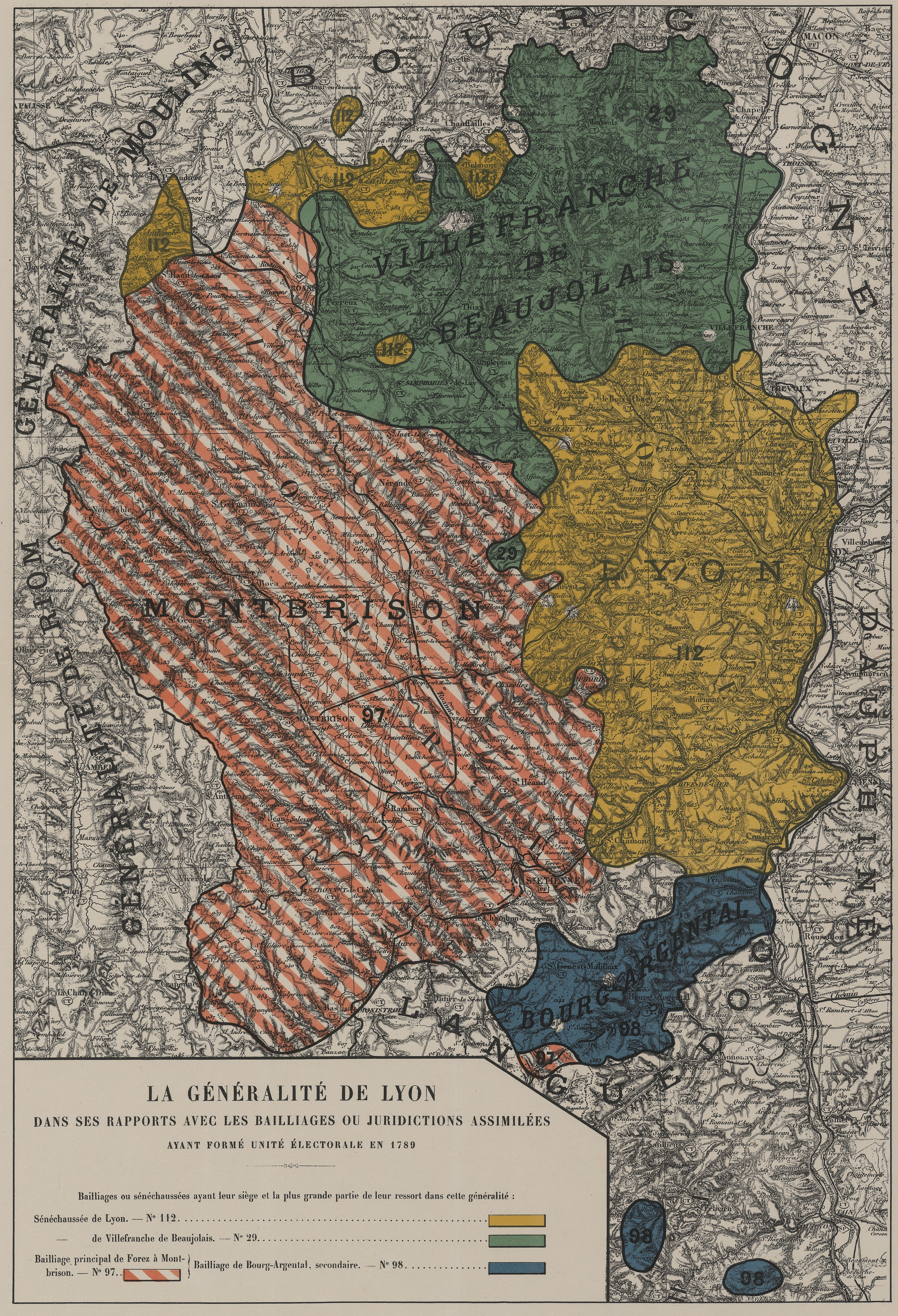
La généralité de Lyon dans ses rapports avec les bailliages et juridictions assimilées ayant formé unité électorale en 1789.

## La généralité d'après le Règlement général du 24 janvier 1789 (États généraux)

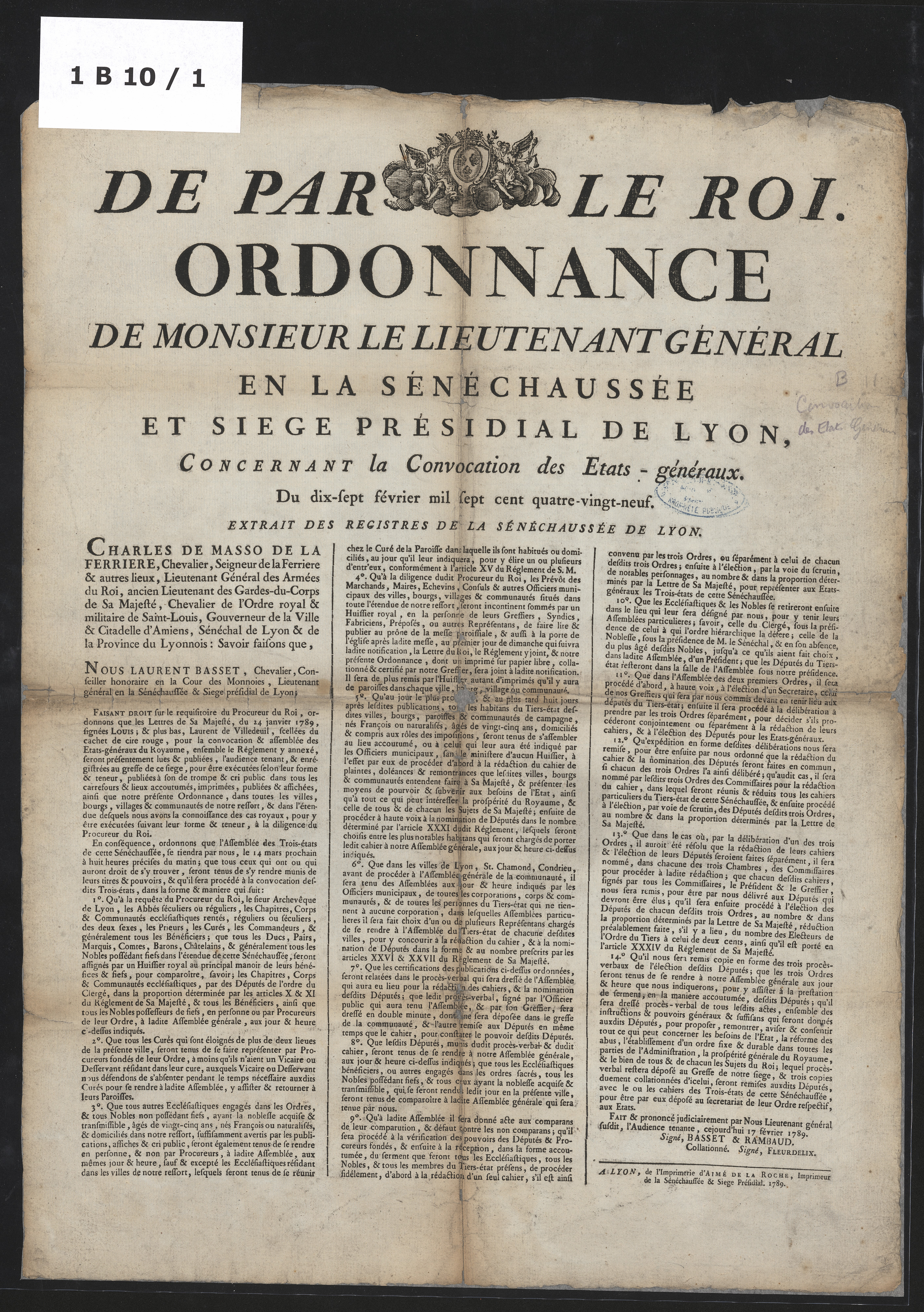
Affiche de convocation de l'assemblée des trois états de la sénéchaussée de Lyon le 14 mars 1789. ADRML 1B 10/1

Noms des bailliages principaux, suivis du nombre de députés à élire :
- Bailliage de Forez à Montbrison, 8 députés ;
- Sénéchaussée de Lyon, 16 députés ;
- Sénéchaussée de Villefranche-de-Beaujolais, 4 députés, (Bourg-Argental, bailliage secondaire).

## La Généralité de Lyon dans la deuxième moitié du XVIIIe siècle
Elle est dans son ensemble un pays de montagnes. Celles du Beaujolais sont les plus rudes et les plus ingrates. Celles du Lyonnais sont moins élevées, les coteaux dominent sauf pour la montagne de Tarare et le Pilat. Le Mont d'Or est assez riche, ses vins étaient réputés à l'époque romaine. Les montagnes du Forez sont à la plus haute altitude. Les plaines existent néanmoins : plaine du Forez, du Rhône et de la Saône.
En 1698, le Beaujolais est pauvre, la majeure partie des terres sont incultes et n'arrivent pas à nourrir le bétail. Un siècle plus tard, la situation a évolué, les défrichements se sont développés. Il y a désormais de l'élevage et des cultures (chanvre, lin et bleds). Sur les coteaux bien exposés, la vigne s'étend produisant des vins légers et estimés.
La plaine du Forez est très fertile et produit du seigle, du froment et autres céréales. Les montagnes fournissent des pâturages pour le bétail.
La généralité est riche en mines, mines de plomb, d'or, de cuivre (Chessy et Saint Bel), de fer. La plus grande richesse minière provient des mines de charbon autour de Saint Etienne.
La ville la plus importante est Lyon avec environ 90 000 habitants en 1698 et 108 000 en 1759. En 1759, Saint Etienne compte 16 000 habitants. Montbrison, capitale du Forez, possède 4 500 habitants. Villefranche ne dépasse pas 3 000 âmes. Roanne atteint 6 000 habitants.
La généralité compte 732 communautés.

## Liste des circonscriptions administratives

La généralité de Lyon au XVIII et les communes et départements actuels.

La généralité étant une des circonscriptions administratives majeures, la connaissance historique du territoire concerné passe par l'inventaire des circonscriptions inférieures de toute nature. Cet inventaire est la base d'une exploration des archives réparties entre les différentes archives départementales des départements compris dans la généralité.
Cette liste ne comporte pas les bailliages ci-dessus.
- Subdélégation de L'Arbresle
- Subdélégation de Belleville
- Subdélégation de Le Bois-d'Oingt
- Subdélégation de Bourg-Argental
- Subdélégation de Charlieu
- Subdélégation de Condrieu
- Subdélégation de Feurs
- Élection de Lyon
- Subdélégation de Lyon
- Subdélégation de Montagny, plus en 1789
- Élection de Montbrison
- Subdélégation de Montbrison
- Subdélégation de Rive-de-Gier
- Élection de Roanne
- Subdélégation de Roanne
- Subdélégation de Saint-Bonnet-le-Château
- Subdélégation de Saint-Chamond
- Élection de Saint-Étienne
- Subdélégation de Saint-Étienne
- Subdélégation de Saint-Galmier, plus en 1789
- Subdélégation de Saint-Just-en-Chevalet
- Subdélégation de Saint-Symphorien-le-Château
- Subdélégation de Tarare
- Subdélégation de Thizy
- Élection de Villefranche
- Subdélégation de Villefranche
- Subdélégation de Villemontais

## Sources
- André Latreille (dir.) et Richard Gascon, Histoire de Lyon et du Lyonnais, Toulouse, Privat, coll. « Univers de la France et des pays francophones », 1975 (réimpr. 1988), 511 p. (ISBN 2-7089-4751-6).